# Auguste Haus
Auguste Louis Lucien Haus (Nevele, 18 januari 1892 – Gent, 15 september 1948) was een Belgisch luitenant-kolonel.

## Loopbaan
Auguste Haus was de zoon van Ernest-Victor-Auguste Haus (vrederechter van Nevele) en Hortense Smessaert. Hij deed rechtenstudies aan de Universiteit Gent toen de Eerste Wereldoorlog uitbrak. Hij werd in februari 1915 oorlogsvrijwilliger bij het 21ste Linieregiment, waar hij op het einde van de veldtocht aan de IJzer reeds de graad van kapitein had. 
Na de oorlog bleef hij bij het leger, eerst bij het tankregiment te Sint-Denijs-Westrem, dan bij het 2de bataljon van het 2de Linieregiment in de Leopoldskazerne te Gent, waar hij op 26 december 1939 bevorderd werd tot majoor. Later voerde hij het bevel over een compagnie Ardeense jagers te Bastenaken. 
Toen de Tweede Wereldoorlog uitbrak maakte hij de 18-daagse veldtocht mee als bevelhebber over het 9de bataljon van het 22ste linieregiment dat slag leverde te Ronsele.
Na de capitulatie werd hij krijgsgevangen genomen en naar Duitsland gevoerd maar op 2 mei 1942 werd hij (om gezondheidsredenen en als groot oorlogsinvalide) gerepatrieerd en op 8 juni 1942 sloot hij zich aan bij het Geheim Leger met als schuilnaam was  “Hamilcar”. 
Hij werd eerst militair raadgever, vervolgens commandant en stafoverste van de Gentse sector. In februari 1944 kreeg hij het bevel over de Zone III van het Geheim Leger, met vanaf juli 1944 Edmond Ameye als stafchef.
Tijdens de actie in de Papegaaistraat te Gent op 15 juli 1944 (om de weerstander Albert Mélot uit de handen van de Duitsers te bevrijden en waarbij twee Duitsers werden doodgeschoten), kon hij op het nippertje ontsnappen, maar de Duitsers namen zijn vrouw (Marguerite de Puydt) en dochter gevangen en voerden ze naar het concentratiekamp van Ravensbrück, waar beiden omkwamen.
Na de oorlog werd hij op 26 april 1946 gepromoveerd tot luitenant-kolonel en werd hij ondervoorzitter van de ’’Broederlijke Vereniging van het Geheim Leger’’.
Auguste Haus trok zich na de bevrijding terug in het familiaal buitenverblijf ’’Vijfringengoed’’ op de Sterrewijk te Aalter, maar werd wegens ziekte naar het hospitaal te Gent overgebracht waar hij overleed op 15 september 1948.

## Onderscheidingen
- Commandeur in de Kroonorde met Palmen
- Officier in de Leopoldsorde
- Officier in de  Orde van Leopold II met Zwaarden
- Oorlogskruis met Palmen 14-18
- Oorlogskruis met Palmen 40-45
- Vuurkruis
- Medaille van de Weerstand 1940-1945
- Medal of Freedom U.S.A.

## Gedenkplaten

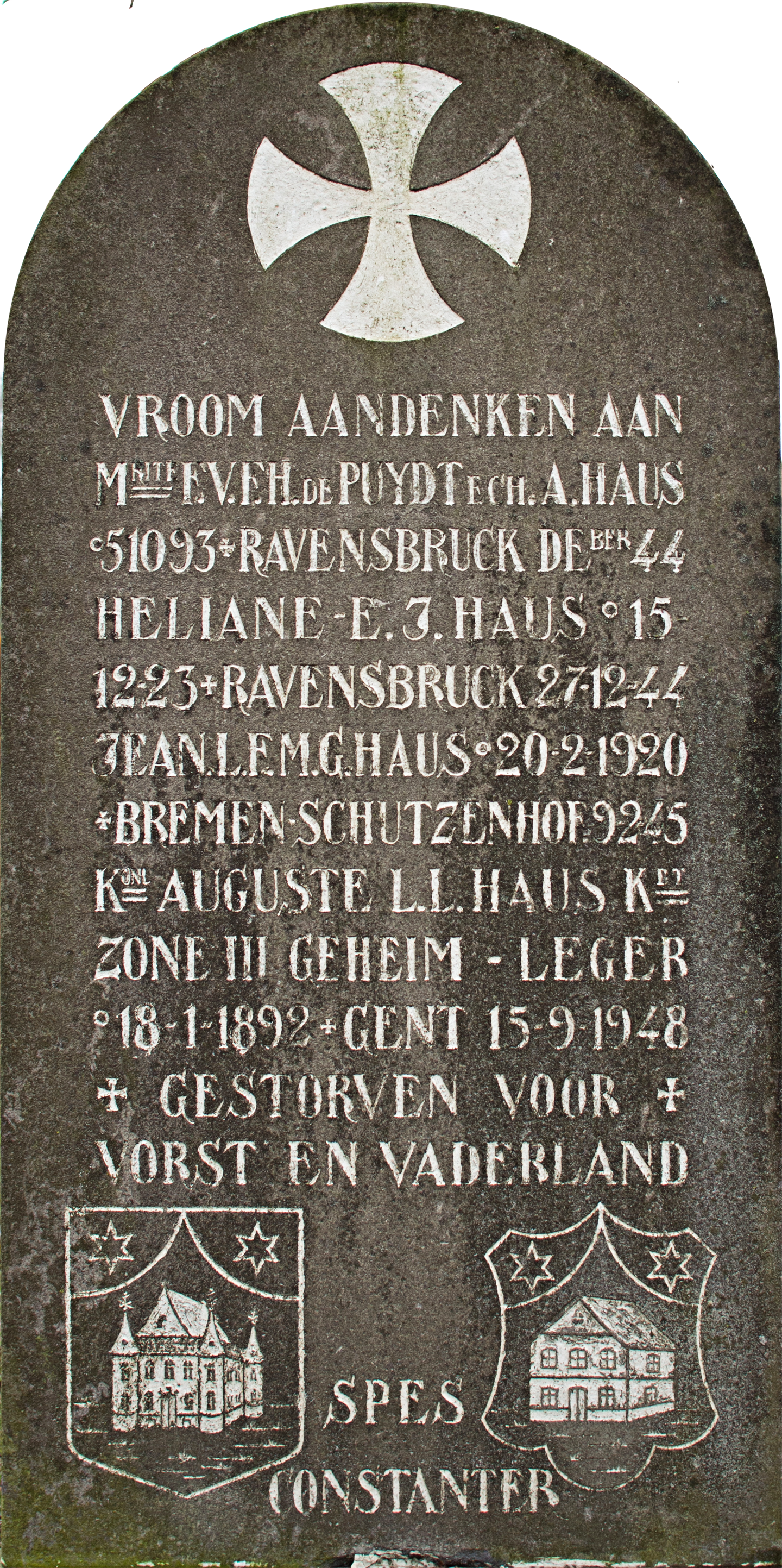
Gedenkplaat familie Haus in Aalter

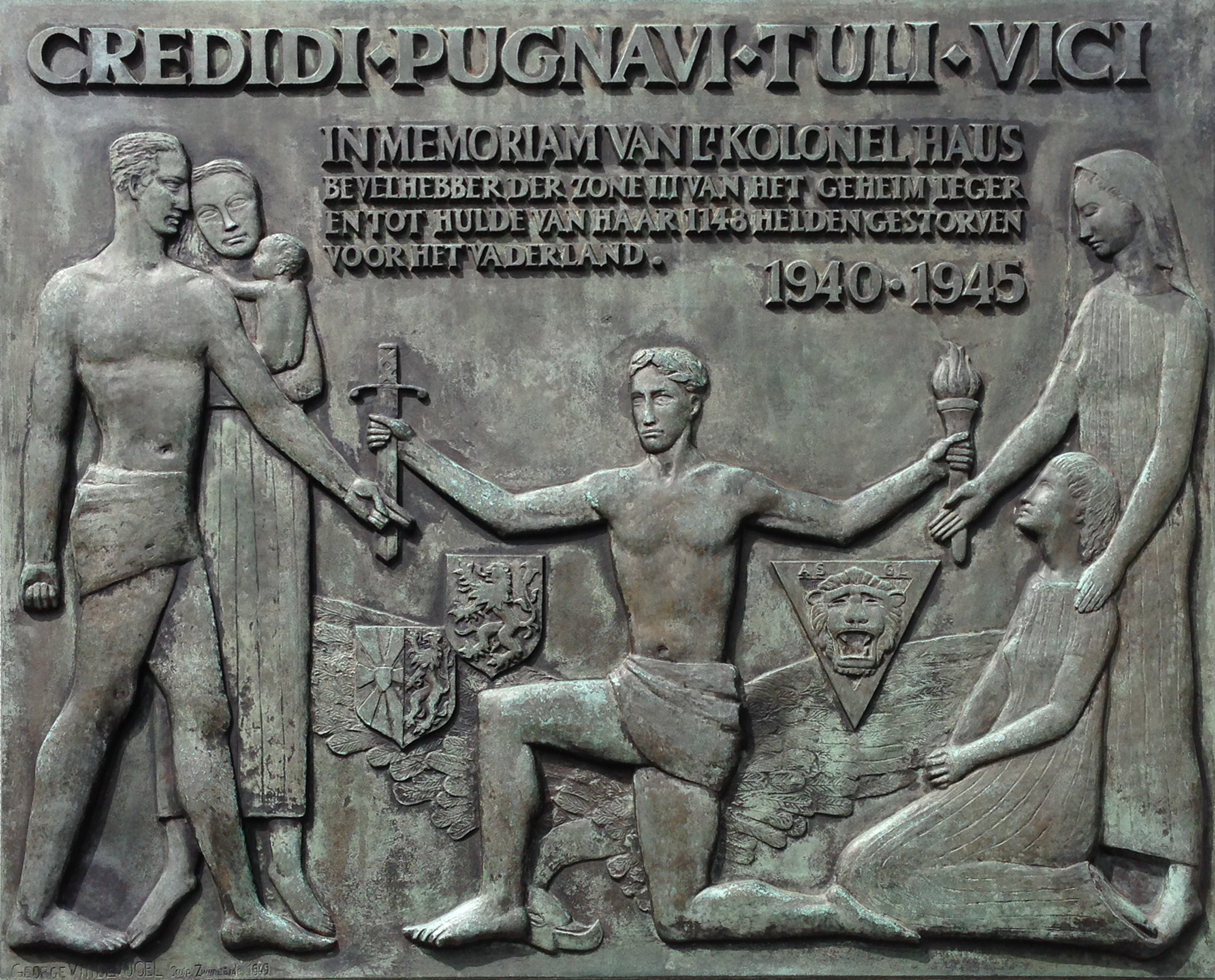
gedenkplaat kolonel Haus te Gent

- Te Aalter op de Sterrewijk onder het Kalvariekruis werd in 1949 een gedenkplaat aangebracht met de tekst ’’Vroom aandenken aan Mrite, F. V.F.H. de Puydt, ech. A. Haus ° 5-10-93, † Ravensbrück deber 44, Heliane-E.J. Haus ° 15-12-23, † Ravensbrück 27-12-44, Jean L.F.M.G. Haus ° 20-2-1920, † Bremen Schutzenhof 9-2-45, Kol Auguste L.L. Haus Kdt Zone III Geheim-Leger, ° 19-1-1892, † Gent 15-9-1948. Gestorven voor vorst en Vaderland’’. Onderaan staat tussen de twee familiewapens de spreuk "Spes Constanter" (hoop en vastberadenheid).
- Te Gent aan de Leopoldskazerne werd in 1949 een gedenkplaat voor hem en 1148 helden van het Geheim Leger. Bovenaan de plaat staat CREDIDI*PUGNAVI*TULI*VICI (Ik heb geloofd, ik heb gestreden, ik heb volhard, ik heb overwonnen; de vrouw en het jonge meisje rechts herinneren aan zijn vrouw en dochter, de groep links symboliseert het vaderland. In het midden houdt de weerstander de fakkel van het geloof en het zwaard van de strijd omhoog. De wapenschilden zijn deze van van Oost- en West-Vlaanderen, het kenteken is van het Geheim Leger.